# Romanów (Łódź)
Romanów – dawna wieś, obecnie osiedle w Łodzi z gęstą siecią ulic i domów jednorodzinnych.

## Położenie
Osiedle można podzielić na dwie części:
- Romanów – między ulicą Szczecińską i Mikołajewem a laskiem
- Zielony Romanów – osiedle nowoczesnych bloków znajdujące się przy drodze krajowej nr 71. Jest to najbardziej wysunięty na zachód punkt Łodzi.

Od wschodu osiedle opływa łódzki ciek wodny – Zimna Woda.

## Historia
Dawniej samodzielna miejscowość. Od 1867 w gminie Rąbień. W okresie międzywojennym należał do powiatu łódzkiego w woj. łódzkim. W 1921 roku liczył 74 mieszkańców. 1 września 1933 Romanów wszedł w skład nowo utworzonej gromady Antoniew w granicach gminy Rąbień.
Podczas II wojny światowej włączona do III Rzeszy. Po wojnie Romanów powrócił do powiatu łódzkiego w woj. łódzkim jako jedna z 10 gromad gminy Rąbień. W związku z reorganizacją administracji wiejskiej jesienią 1954, Romanów wszedł w skład nowej gromady Rąbień.  W 1971 roku ludność wsi wynosiła 233.
Od 1 stycznia 1973 w gminie Aleksandrów Łódzki. W latach 1975–1987 miejscowość należała administracyjnie do województwa łódzkiego.
1 stycznia 1988 Romanów (124,85 ha) włączono do Łodzi.